# フィリップ・フッテンロッハー
フィリップ・フッテンロッハー（Philippe Huttenlocher, 1942年11月29日 - ）は、スイスのバリトン歌手。
ヌーシャテルの生まれ。地元の音楽院でヴァイオリンを学び、1963年にディプロマを得た。一方、フリブールでジュリエット・ビーズに声楽を学び、1972年にブラスチラバ国際声楽コンクールで優勝し、ミシェル・コルボ率いるローザンヌ声楽アンサンブルのソリストを務めるようになった。特にヨハン・ゼバスティアン・バッハの作品の歌唱に定評があり、1978年のロンドンで開かれたバッハ音楽祭にも参加している。1975年にチューリヒでクラウディオ・モンテヴェルディの『オルフェオ』の上演に参加してオペラの方面にも活躍の場を広げ、ベルリン、ハンブルクなどのドイツの歌劇場をはじめ、スカラ座やエディンバラ国際フェスティバルからも招聘されている。1994年からは合唱指揮者としての活動も行うようになった。